# ئی‌ام‌دی اف۳
ئی‌ام‌دی اف۳ (انگلیسی: EMD F3) یک لوکوموتیو دیزلی ساخت شرکت جنرال موتورز الکترو-موتیو دیویژن بوده است.
این لوکوموتیو که مابین سال‌های ۱۹۴۵ تا ۱۹۴۹۴ تولید می‌شده دارای ۱۶ سیلندر، ۱۵۰۰ اسب بخار توان خروجی و ۱۶۶ کیلومتر در ساعت سرعت نهایی بوده است.

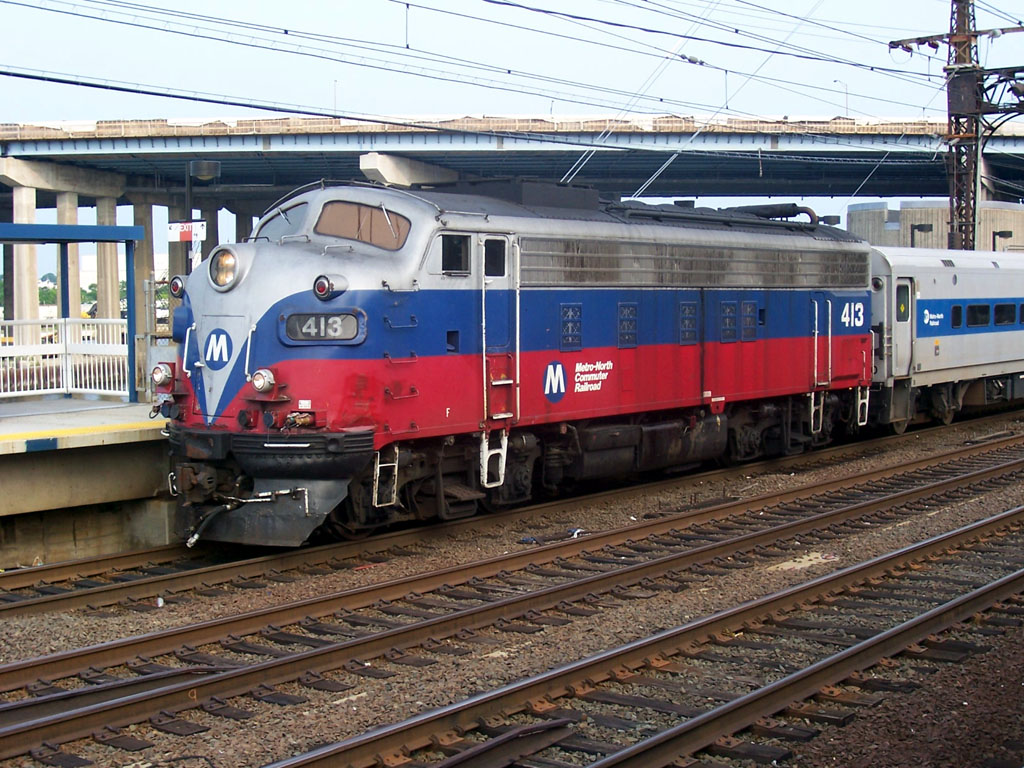